# Luiza Lian
Luiza Lian (São Paulo, 9 de novembro de 1991) é uma cantora, compositora e artista visual brasileira. 
Foi lançada pelo Selo RISCO em 2015, com o álbum homônimo Luiza Lian. Em 2017, lançou o álbum visual Oyá Tempo, muito elogiado pela crítica especializada, e que foi acompanhado por um filme de 25 minutos. Oyá Tempo desdobrou dois hits: "Oyá" e "Tucum".
Em 2018, lançou o disco Azul Moderno, eleito o melhor disco do ano pela APCA, e também seu trabalho de maior sucesso comercial até o momento. Com "Azul Moderno", Lian ganhou o Prêmio Multishow de Gravação Do Ano, além de 3 indicações ao Women Music Awards.
A turnê de "Azul Moderno" passou pelo Lollapalooza Brasil 2018 e por outras 5 capitais brasileiras, com patrocínio da Natura Musical. O disco teve sucessos como a faixa título, "Azul Moderno", além de "Sou Yabá" e "Pomba Gira Do Luar". Azul Moderno foi lançado em vinil pelo clube de assinatura Noize Record Club.
No final de 2019, lançou o compacto Alumiô (Cai Na Terra), em parceria com Bixiga 70.
Seu disco 7 Estrelas | Quem Arranca o Céu? foi escolhido pela Associação Paulista de Críticos de Arte como um dos 50 melhores álbuns nacionais de 2023.

## Discografia
| Ano  | Título                            | Gravadora  | Formato                  |
| ---- | --------------------------------- | ---------- | ------------------------ |
| 2015 | Luiza Lian                        | Selo RISCO | CD, download digital     |
| 2017 | Oyá Tempo                         | Selo RISCO | Download digital         |
| 2018 | Azul Moderno                      | Selo RISCO | CD, LP, download digital |
| 2023 | 7 Estrelas I Quem Arrancou o Céu? | Selo RISCO | CD, LP, download digital |

## Videografia
| Ano  | Videoclipe                 | Álbum                            |
| ---- | -------------------------- | -------------------------------- |
| 2015 | "Coroa De Flores"          | Luiza Lian                       |
| 2017 | "Oyá Tempo" (filme visual) | Oyá Tempo                        |
| 2017 | "É Nela Que Se Mora"       | Oyá Tempo                        |
| 2018 | "Azul Moderno"             | Azul Moderno                     |
| 2019 | "Vem Dizer Tchau"          | Azul Moderno                     |
| 2019 | "Mil Mulheres"             | Azul Moderno                     |
| 2019 | "Iarinhas"                 | Azul Moderno                     |
| 2019 | "Alumiô (Cai Na Terra)"    | Alumiô (Cai Na Terra)            |
| 2023 | "Cobras Na Sua Mesa"       | 7 Estrelas I Quem Arrancou o Céu |
| 2023 | "Eu Estou Aqui"            | 7 Estrelas I Quem Arrancou o Céu |
| 2023 | "Viajante"                 | 7 Estrelas I Quem Arrancou o Céu |